# Гагіра (Джорджія)
Гагіра (англ. Hahira) — місто (англ. city) в США, в окрузі Лоундс штату Джорджія. Населення — 3384 особи (2020).

## Географія
Гагіра розташована за координатами 30°59′47″ пн. ш. 83°22′53″ зх. д. / 30.99639° пн. ш. 83.38139° зх. д. (30.996473, -83.381447).  За даними Бюро перепису населення США в 2010 році місто мало площу 6,71 км², з яких 6,42 км² — суходіл та 0,29 км² — водойми. В 2017 році площа становила 7,24 км², з яких 6,95 км² — суходіл та 0,29 км² — водойми.

## Демографія
Згідно з переписом 2010 року, у місті мешкало 2737 осіб у 1023 домогосподарствах у складі 733 родин. Густота населення становила 408 осіб/км².  Було 1097 помешкань (163/км²).
Расовий склад населення:
| - 76,3 % — білих - 18,6 % — чорних або афроамериканців - 1,2 % — азіатів - 0,5 % — корінних американців - 0,2 % — вихідців з тихоокеанських островів - 1,4 % — осіб інших рас |

До двох чи більше рас належало 1,9 %. Частка іспаномовних становила 4,9 % від усіх жителів.
За віковим діапазоном населення розподілялося таким чином: 32,3 % — особи молодші 18 років, 58,6 % — особи у віці 18—64 років, 9,1 % — особи у віці 65 років та старші. Медіана віку мешканця становила 30,1 року. На 100 осіб жіночої статі у місті припадало 85,6 чоловіків;  на 100 жінок у віці від 18 років та старших — 84,7 чоловіків також старших 18 років.
Середній дохід на одне домашнє господарство  становив 50 418 доларів США (медіана — 41 907), а середній дохід на одну сім'ю — 59 834 долари (медіана — 59 500). Медіана доходів становила 41 023 долари для чоловіків та 37 361 долар для жінок. За межею бідності перебувало 14,3 % осіб, у тому числі 15,6 % дітей у віці до 18 років та 10,1 % осіб у віці 65 років та старших.
Цивільне працевлаштоване населення становило 1155 осіб. Основні галузі зайнятості: освіта, охорона здоров'я та соціальна допомога — 33,2 %, роздрібна торгівля — 15,7 %, публічна адміністрація — 8,8 %, науковці, спеціалісти, менеджери — 7,2 %.